# Leandra involucrata
Leandra involucrata är en tvåhjärtbladig växtart som beskrevs av Dc.. Leandra involucrata ingår i släktet Leandra och familjen Melastomataceae. Inga underarter finns listade i Catalogue of Life.